# Al Ahed Football Club
Maillots
Actualités
Le Al Ahed Football Club (arabe : نادي العهد الرياضي), plus couramment abrégé en Al Ahed, est un club libanais de football fondé en 1966 et basé à Ouzai, quartier de Beyrouth, capitale du pays. 

## Histoire
Reconnu comme étant historiquement lié à la communauté chiite du Liban, le club partage des liens étroits avec le Hezbollah, avec qui il partage les couleurs.
Le club est créé en 1964 sous le nom d'Al Ahed Al Jadid à Dahieh, dans la banlieue sud de la capitale. D'abord sous la présidence de Mahieddine Anouti, le club joue en D3 libanaise,.
Durant les années 1970, Ahed joue à Msaytbeh, quartier de Beyrouth, sous le nom de Club Islamique Al Houda avant de cesser ses activités à cause de la intervention militaire israélienne au Liban de 1982,.
En 1984, Anouti obtient une licence de la Fédération libanaise de football sous le nom de Nejmeh Al Ahed Al Jadid,, et obtient le droit de jouer au football le 2 mai 1985, avec Mohammad Assi comme président,.

### Rivalité
L'Al Ahed entretient une rivalité avec une autre équipe de la capitale, à savoir le Nejmeh SC.
Le club entretient également une forte rivalité avec le club de la communauté sunnite de la capitale, l'Al Ansar.

## Palmarès
- Coupe de l'AFC (1)
  - Vainqueur : 2019
  - Finaiste : 2024

- Championnat du Liban (9)
  - Champion : 2008, 2010, 2011, 2015, 2017, 2018, 2019, 2022, 2023
  - Vice-champion : 2004, 2009, 2016

- Coupe du Liban (6)
  - Vainqueur : 2004, 2005, 2009, 2011, 2018, 2019
  - Finaliste : 2002, 2007, 2016, 2023

- Supercoupe du Liban (6)
  - Vainqueur : 2008, 2010, 2011, 2015, 2017, 2018
  - Finaliste : 2009

- Coupe de l'élite (6)
  - Vainqueur : 2008, 2010, 2011, 2013, 2015, 2022
  - Finaliste : 2002, 2003, 2004, 2009, 2012, 2017, 2021

- Coupe de la Fédération (2)
  - Vainqueur : 2004, 2006

## Entraîneurs
- 2017-2018 : Basem Marmar
- 2018 : Robert Jaspert